# Admiral Panteljejev (rušilec)
Admiral Panteljejev (rusko Адмирал Пантелеев) je raketni rušilec razreda Fregat Ruske vojne mornarice. Je del 36. divizije ladij Tihooceanske flote v Vladivostoku. Poimenovan je po admiralu Juriju Aleksandroviču Panteljejevu, poveljniku Tihooceanske flote med leti 1951 in 1956 ter udeležencu obrambe Leningrada. Njegov gredelj je bil položen 28. januarja 1988 v Ladjedelnici Jantar, splavljen je bil 7. februarja 1990, v uporabo pa je bil predan 19. decembra 1991. Razvoj projekta 1155 Fregat se je začel v Severnem projektno-konstruktorskem biroju leta 1972 pod vodstvom glavnih konstruktorjev Nikolaja Pavloviča Soboljeva in Vasilija Pavloviča Mišina.
Leta 2009 je izvajal protipiratsko patruljiranje v Adenskem zalivu, leta 2012 pa je obiskal Pearl Harbour.
Leta 2017 je s sestrsko ladjo Admiral Vinogradov obiskal Filipine in dostavil pomoč med bitko za Maravi – 5000 pušk Kalašnikov, 5000 jeklenih čelad, 20 tovornjakov in en milijon nabojev. Ladjo je obiskal filipinski predsednik Rodrigo Duterte skupaj s predstavniki Filipinskih oboroženih sil, filipinskega ministrstva za zunanje zadeve in predstavniki ruskega veleposlaništva.
V zimi 2018/2019 je s križarko Varjag obiskal Indijo.
Leta 2021 je s sestrsko ladjo Admiral Tribuc sodeloval pri prvem skupnem rusko-kitajskem pomorskem patruljiranju.